# Kallithea
Kallithea (tiếng Hy Lạp: Καλλιθέα, có nghĩa là "nhìn tốt") là thành phố lớn thứ 8 ở Hy Lạp (109.609 cư dân, điều tra dân số năm 2001) và lớn thứ 4 ở khu vực đô thị Athena đô thị (sau Athena, Piraeus và Peristeri). Ngoài ra, nó là, thứ hai thành phố có mật độ dân đông ở Hy Lạp (sau Neapoli, Thessaloniki), với 23.080 người/km ². 
Kallithea kéo dài từ các Filopappou và Sikelia những ngọn đồi ở phía bắc vịnh Phaleron ở phía nam, hai bên khác bao gồm Syngrou Avenue phía đông (biên giới với các thành phố của Nea Smyrni và Palaio Faliro), và sông Ilisos về phía tây (ranh giới với các thành phố của Tavros và Moschato). 
Khu vực thành phố được xây bao gồm một phần lớn nhất của khu vực phía nam của Athena, được bảo vệ trong thời cổ đại (thế kỷ 5 trước Công nguyên) bằng một Trường Thành về phía tây và Thành Phaleron về phía Đông. Một nơi nào đó trong khu vực này thành phố cổ xưa Xypete tọa lạc. Thị xã và công dân của nó được đề cập trong số các nơi khác trong các đối thoại Plato.
Kế hoạch cho việc thành lập của thành phố mới của Kallithea đã chính thức được phê duyệt vào tháng 12 năm 1884. 